# نونس ۵۳۱۳
سیارک ۵۳۱۳ (به انگلیسی: 5313 Nunes، نامگذاری:1982SC2) پنج هزار و سیصد و سیزدهمین سیارک کشف شده‌است که در ۱۸ سپتامبر ۱۹۸۲ کشف شد.
قدر مطلق سیارک برابر ۱۲٫۹۰ است.